# Piłka nożna na Letnich Igrzyskach Olimpijskich 2004 – turniej kobiet
Olimpijski turniej piłki nożnej kobiet na Letnich Igrzyskach Olimpijskich 2004 został rozegrany w Grecji w dniach 11-26 sierpnia 2004 r. W turnieju wystartowało 10 drużyn narodowych. Mistrzyniami olimpijskimi zostały piłkarki Stanów Zjednoczonych, wicemistrzyniami – Brazylii.

## Składy drużyn
Zobacz: Piłka nożna kobiet na Letnich Igrzyskach Olimpijskich 2004 (składy)

## Wyniki

### Grupa E
- 11 sierpnia, Wolos     Szwecja – Japonia 0:1

   ----
   Eriko Arakawa 24'
- 14 sierpnia, Ateny     Nigeria – Japonia 1:0

   Vera Okolo 55'
   ----
- 17 sierpnia, Wolos     Nigeria – Szwecja 1:2

   Mercy Akide 25'
   Hanna Marklund 68', Malin Moström 73'
| Drużyna | Punkty | Bramki strzelone | Bramki stracone |
| ------- | ------ | ---------------- | --------------- |
| Szwecja | 3      | 2                | 2               |
| Nigeria | 3      | 2                | 2               |
| Japonia | 3      | 1                | 1               |

### Grupa F
- 11 sierpnia, Patras     Niemcy – Chiny 8:0

   Birgit Prinz 13', 21', 73', 88', Pia Wunderlich 65', Renate Lingor 76', Conny Pohlers 81', Martina Müller 90'
   ----
- 14 sierpnia, Patras     Chiny – Meksyk 1:1

   Ting Ji 34'
   Maribel Dominguez 11'
- 17 sierpnia, Ateny     Niemcy – Meksyk 2:0

   Petra Wimbersky 20', Birgit Prinz 79'
   ----
| Drużyna | Punkty | Bramki strzelone | Bramki stracone |
| ------- | ------ | ---------------- | --------------- |
| Niemcy  | 6      | 10               | 0               |
| Meksyk  | 1      | 1                | 3               |
| Chiny   | 1      | 1                | 9               |

### Grupa G
- 11 sierpnia, Iraklion     USA – Grecja 3:0

   Shannon Boxx 14', Abby Wambach 30', Mia Hamm 82'
   ----
- 11 sierpnia, Saloniki     Brazylia – Australia 1:0

   Marta 36'
   ----
- 14 sierpnia, Iraklion     Grecja – Australia 0:1

   ----
   Heather Garriock 27'
- 14 sierpnia, Saloniki     USA – Brazylia 2:0

   Mia Hamm 58', Abby Wambach 77'
   ----
- 17 sierpnia, Patras     Grecja – Brazylia 0:7

   ----
   Pretinha 21', Cristiane 45+1', 55', 77' Grazielle 49', Marta 70', Daniela 72'
- 17 sierpnia, Saloniki     USA – Australia 1:1

   Kristine Lilly 19'
   Joanne Peters 82'
| Drużyna   | Punkty | Bramki strzelone | Bramki stracone |
| --------- | ------ | ---------------- | --------------- |
| USA       | 7      | 6                | 1               |
| Brazylia  | 6      | 8                | 2               |
| Australia | 4      | 2                | 2               |
| Grecja    | 0      | 0                | 11              |

### Ćwierćfinały
- 20 sierpnia, Patras     Niemcy – Nigeria 2:1

   Steffi Jones 76', Conny Pohlers 81'
   Mercy Akide 49'
- 20 sierpnia, Saloniki     USA – Japonia 2:1

   Kristine Lilly 43', Abby Wambach 59'
   Emi Yamamoto 48'
- 20 sierpnia, Iraklion     Meksyk – Brazylia 0:5

   ----
   Cristiane 25', 49', Formiga 29', 54', Marta 60'
- 20 sierpnia, Wolos     Szwecja – Australia 2:1

   Hanna Ljungberg 25', Sara Larsson 30'
   Lisa De Vanna 79'

### Półfinały
- 23 sierpnia, Iraklion     Niemcy – USA 1:2 (po dogrywce)

   Isabell Bachor 90+2'
   Kristine Lilly 33', Heather O’Reilly 99'
- 23 sierpnia, Patras     Szwecja – Brazylia 0:1

   ----
   Pretinha 64'

### Mecz o III miejsce
- 26 sierpnia, Ateny     Niemcy – Szwecja 1:0

   Renate Lingor 17'
   ----

### Finał
- 26 sierpnia, Ateny     USA – Brazylia 2:1 (po dogrywce)

   Lindsay Tarpley 39', Abby Wambach 112'
   Pretinha 73'